# Kakod
Kakod é uma cidade e uma nagar panchayat no distrito de Gautam Buddha Nagar, no estado indiano de Uttar Pradesh.

## Demografia
Segundo o censo de 2001, Kakod tinha uma população de 7119 habitantes. Os indivíduos do sexo masculino constituem 53% da população e os do sexo feminino 47%. Kakod tem uma taxa de literacia de 43%, inferior à média nacional de 59.5%: a literacia no sexo masculino é de 53% e no sexo feminino é de 33%. Em Kakod, 22% da população está abaixo dos 6 anos de idade.